# Wulften am Harz
Wulften am Harz este o comună din landul Saxonia Inferioară, Germania.